# Welträtsel
Il termine Welträtsel (in italiano Enigma del mondo o anche L'enigma dell'universo) allude alla natura ultima dell'universo e della vita. Benché introdotto dal fisiologo Emil Heinrich Du Bois-Reymond, il termine è stato associato, per oltre un secolo, principalmente al filosofo tedesco Friedrich Nietzsche, che lo menzionò in Così parlò Zarathustra, ed al biologo e filosofo Ernst Haeckel, che scrisse il libro intitolato Die Welträtsel.
La domanda e la risposta all'Enigma del Mondo sono state anche fonte di ispirazione per alcune composizioni musicali, come ad esempio la progressione armonica irrisolta creata dal compositore Richard Strauss alla fine di Così parlò Zarathustra e resa famosa dal film 2001: Odissea nello spazio.

## Origine
Welträtsel fa riferimento a uno scritto del fisiologo berlinese Emil Heinrich Du Bois-Reymond, che essendo rigorosamente materialista, in una famosa allocuzione all'Accademia prussiana delle scienze a Berlino nel 1880 elencò i sette "misteri dell'universo" (Welträtsel). Tre di essi sarebbero sempre rimasti irrisolti perché "trascendenti" le capacità scientifiche dell'uomo, non sapendo egli spiegarsi come diverse combinazioni di atomi nel suo cervello potessero produrre, a suo dire, le esperienze originarie e innegabili del dolore, del desiderio, dei profumi, dei suoni, dei colori; perciò egli concluse con le famose parole Ignoramus et ignorabimus («ignoriamo e ignoreremo»).

## Nietzsche
L'opinione di Nietzsche sul Welträtsel venne espressa in Così parlò Zarathustra (1883-1891); tuttavia, la sua influenza diretta sul termine riguardò solo pochi anni della vita del filosofo, a causa della sua salute cagionevole.

## Haeckel
Ernst Haeckel, pur condividendo la filosofia monista di Du Bois-Reymond, riteneva che non ci fosse alcun limite alla conoscenza umana e scrisse perciò un saggio, intitolato appunto Die Welträtsel (1895-99),per combattere la tesi di Du Bois-Reymond. Haeckel considerava il Welträtsel come una doppia domanda, della forma: "Qual è la natura dell'universo fisico e qual è la natura del pensiero umano?", che doveva avere una risposta unica, dal momento che gli esseri umani e l'universo erano contenuti all'interno di un solo sistema di tipo monista. Nel testo "Il monismo, legame fra Religione e Scienza" (1895) Haeckel ha scritto:

## William James
Il filosofo William James ha messo in dubbio l'atteggiamento di pensare che ci sia una sola risposta applicabile a tutto e tutti, una e una sola verità assoluta. Nel settimo capitolo del suo libro Pragmatismo (1907) ha scritto riguardo al Welträtsel: